# Maria Ciobanu (deputat)
Maria Ciobanu (n. 10 martie 1953, Găureni, Nisporeni) este o profesoară și funcționară în domeniul învățământului din Republica Moldova, deputată în Parlamentul Republicii Moldova pe listele Partidului Liberal Democrat din Moldova începând cu anul 2010.

## Biografie
Maria Ciobanu s-a născut pe 10 martie 1953, în satul Găureni, raionul Nisporeni, RSS Moldovenească. Între anii 1972-1977 a studiat la Universitatea Pedagogică de Stat ”Ion Creangă” din Chișinău, după care a activat 2 ani ca profesoară la școala medie din satul Grozești, iar apoi ca director adjunct la școala medie din satul Seliște. Între 1982 - 1987 a fost inspector școlar la Direcția Generală de Învățământ, Tineret și Sport din Nisporeni. Apoi, timp de un an a fost profesoară la școala medie Nr.1 din Nisporeni. Din 1988 până în 1991 Maria Ciobanu a activat în calitate de director adjunct la gimnaziul din Nisporeni, iar în perioada 1992-1994 a revenit la Direcția Generală de Învățământ, Tineret și Sport din Nisporeni în calitate de director general. Din 1994 până în 2007 ea a fost profesoară la Liceul Teoretic ”Boris Cazacu” din Nisporeni, iar pentru perioada 2007 - 2010 a revenit din nou la Direcția Generală de Învățământ, Tineret și Sport din Nisporeni în calitate de director general.
În 2007 Maria Ciobanu a fost membră a Partidului Social Liberal, iar în 2008 a trecut în tabăra Partidului Liberal Democrat din Moldova, fiind inițial membră a Consiliului Organizației Teritoriale a PLDM Nisporeni, iar apoi membră a Consiliului Politic Național al PLDM. Din 2010 Maria Ciobanu este deputată în Parlamentul Republicii Moldova în cadrul fracțiunii Partidului Liberal Democrat din Moldova, membră a comisiei parlamentare "Comisia cultură, educație, cercetare, tineret, sport și mass-media".
Pe 25 noiembrie 2014 Maria Ciobanu a fost decorată de președintele României Traian Băsescu cu Ordinul Național „Serviciul Credincios” - în grad de Ofițer, „în semn de înaltă apreciere a întregii activități pusă în slujba dezvoltării, pe multiple planuri, a relațiilor dintre Republica Moldova și România, pentru abnegația cu care a promovat valorile democrației și parcursul european al Republicii Moldova”.